# Black Sabbath Reunion Tour
Black Sabbath Reunion Tour – światowa trasa koncertowa grupy Black Sabbath, trwająca od 2012 do 2014 r.
W 2012 zespół dał dwa koncerty w Anglii i jeden w Chicago; w 2013 – osiem w Oceanii, jeden w Japonii, 21 w Ameryce Północnej, dziewięć w Ameryce Południowej i 16 w Europie; w 2014 – 12 w Ameryce Północnej, jeden na Bliskim Wschodzie i 14 w Europie.

## Lista koncertów

### Koncerty w 2012

#### Anglia
- 19 maja – Birmingham, O2 Academy
- 10 czerwca – Leicestershire, Download Festival

#### Ameryka Północna
- 3 sierpnia – Chicago, Illinois, USA – Lollapalooza

### Koncerty w 2013

#### Oceania
- 20 i 22 kwietnia – Auckland, Nowa Zelandia – Vector Arena
- 25 kwietnia – Brisbane, Australia – Brisbane Entertainment Centre
- 27 kwietnia – Sydney, Australia – Allphones Arena
- 29 kwietnia i 1 maja – Melbourne, Australia – Rod Laver Arena
- 4 maja – Perth, Australia – Perth Arena
- 7 maja – Adelaide, Australia – Adelaide Entertainment Centre

#### Japonia
- 12 maja – Chiba, Makuhari Messe (Ozzfest)

#### Ameryka Północna
- 25 lipca – The Woodlands, Teksas, USA – Cynthia Woods Michelle Pavillion
- 27 lipca – Austin, Teksas, USA – Frank Erwin Center
- 29 lipca – Tampa, Floryda, USA – Live Nation Amphitheatre
- 31 lipca – West Palm Beach, Floryda, USA – Cruzan Amphitheatre
- 2 sierpnia – Bristow, Wirginia, USA – Jiffy Lube Live
- 4 sierpnia – Holmdel, New Jersy, USA – PNC Bank Arts Center
- 6 sierpnia – Clarkston, Michigan, USA – DTE Energy Music Theatre
- 8 sierpnia – Uncasville, Connecticut, USA – Mohegan Sun Arena
- 10 sierpnia – Filadelfia, Pensylwania, USA – Wells Fargo Center
- 12 sierpnia – Mansfield, Massachusetts, USA – Comcast Center
- 14 sierpnia – Toronto, Kanada – Air Canada Centre
- 16 sierpnia – Tinley Park, Illinois, USA – First Midwest Bank Amphitheatre
- 18 sierpnia – Noblesville, Indiana, USA – Klipsch Music Center
- 22 sierpnia – Vancouver, Kanada – Rogers Arena
- 24 sierpnia – George, Waszyngton, USA – The Gorge Amphitheatre
- 26 sierpnia – Mountain View, Kalifornia, USA – Shoreline Amphitheatre
- 28 sierpnia – Irvine, Kalifornia, USA – Verizon Wireless Amphitheatre
- 30 sierpnia – Phoenix, Arizona, USA – US Airways Center
- 1 września – Las Vegas, Nevada, USA – MGM Grand Garden Arena
- 3 września – Los Angeles, Kalifornia, USA – Los Angeles Memorial Sports Arena

#### Ameryka Południowa
- 4 października – Santiago, Chile – Estadio Monumental David Allerano
- 6 października – La Plata, Argentyna – Estadio Unical de la Plata
- 9 października – Porto Alegre, Brazylia – Fiers
- 11 października – São Paulo, Brazylia – Lotnisko Campo de Marte
- 13 października – Rio de Janeiro, Brazylia – Praça de Apoteose
- 15 października – Belo Horizonte, Brazylia – Esplanada do Mineirão
- 19 października – Bogota, Kolumbia – Park im. Simona Bolivara
- 22 października – San José, Kostaryka – Estadio Nacional de Costa Rica
- 26 października – Ciudad de Mexico, Meksyk – Foro Sol

#### Europa
- 17 listopada – Helsinki, Finlandia – Hartwall Arena
- 22 listopada – Sztokholm, Szwecja – Friends Arena
- 24 listopada – Oslo, Norwegia – Telenor Arena
- 26 listopada – Kopenhaga, Dania – Forum Copenhagen
- 28 listopada – Amsterdam, Holandia – Ziggo Dome
- 30 listopada – Dortmund, Niemcy – Westfalenhalle
- 2 grudnia – Paryż, Francja – Palais Omnisports de Paris-Bercy
- 4 grudnia – Frankfurt, Niemcy – Frankfurt Festhalle
- 7 grudnia – Praga, Czechy – O2 Arena
- 10 grudnia – Londyn, Anglia – The O2 Arena
- 12 grudnia – Belfast, Irlandia Północna – Odyssey Arena
- 14 grudnia – Sheffield, Anglia – Motorpoint Arena
- 16 grudnia – Glasgow, Szkocja – The Hydro
- 18 grudnia – Manchester, Anglia – Manchester Arena
- 20 grudnia – Birmingham, Anglia – LG Arena
- 22 grudnia – Birmingham, Anglia – National Indoor Arena

### Koncerty w 2014

#### Ameryka Północna
- 31 marca – Brooklyn, USA – Barclays Center
- 3 kwietnia – Halifax, Kanada – Metro Centre
- 5 kwietnia – Quebec City, Kanada – Colisée Pepsi
- 7 kwietnia – Montreal, Kanada – Bell Centre
- 9 kwietnia – London, Kanada – Budweiser Gardens
- 11 kwietnia – Hamilton, Kanada – Copps Coliseum
- 13 kwietnia – Ottawa, Kanada – Canadian Tire Centre
- 16 kwietnia – Winnipeg, Kanada – MTS Centre
- 18 kwietnia – Saskatoon, Kanada – Credit Union Centre
- 20 kwietnia – Calgary, Kanada – Scotiabank Saddledome
- 22 kwietnia – Edmonton, Kanada – Rexall Place
- 26 kwietnia – Los Angeles, Kalifornia, USA – Hollywood Bowl

#### Bliski Wschód
- 29 maja – Abu Dhabi, Zjednoczone Emiraty Arabskie – Yas Island

#### Europa
- 1 czerwca – Moskwa, Rosja – Stadion Olimpijski
- 3 czerwca – Sankt Petersburg, Rosja – Ice Palace
- 6 czerwca – Sölvesborg, Szwecja – Sweden Rock Festival
- 8 czerwca – Berlin, Niemcy – Wuhlheide
- 11 czerwca – Łódź, Polska – Atlas Arena
- 13 czerwca – Monachium, Niemcy – Königsplatz
- 15 czerwca – Nickelsdorf, Austria – Nova Rock Festival
- 18 czerwca – Bolonia, Włochy – Unipol Arena
- 20 czerwca – Zurych, Szwajcaria – Hallenstadion
- 22 czerwca – Clisson, Francja – Hellfest
- 25 czerwca – Stuttgart, Niemcy – Hanns-Martin-Schleyer-Halle
- 27 czerwca – Essen, Niemcy – Stadion Essen
- 29 czerwca – Dessel, Niemcy – Graspop Metal Meeting
- 4 lipca – Londyn, Anglia – Hyde Park